# José Miguel Alfaro Rodríguez
José Miguel Alfaro Rodríguez (1940-2 de septiembre de 2013) fue un abogado y político costarricense. Ejerció el cargo de Segundo Vicepresidente de la República en la administración de Rodrigo Carazo Odio (1978-1982). Alfaro fue también Ministro de Economía, Industria y Comercio en recargo a su vicepresidencia, Magistrado de las Salas Tercera y Cuarta de la Corte Suprema de Justicia y asesor corporativo. Tras su paso por la función pública promovió la integración centroamericana.